# Gernyeszegi református templom
A gernyeszegi református templom műemlék épület Romániában, Maros megyében. A romániai műemlékek jegyzékében a MS-II-m-A-15688 sorszámon szerepel.

## Története
A reformáció előtt épült, a XV. század második felében, gótikus stílusban. Épségben megmaradt szentélye az erdélyi sajátságos gótika jegyeit viseli. E kétségtelen kormeghatározó jelleg mellett bizonyít a főbejárat felett elhelyezett csúcsíves címere a hajdani Somkereki Erdélyi családnak. 1638-ig római katolikus templom volt. A templom déli oldalának négy ablaka gótikus, a keleti oldal ablakai pedig román stílusjelleget viselnek. A templomot többször javították: 1796, 1868, 1910-1913, 1996-1997. A legfontosabb ezek közül az 1910-1913 között végzett javítás, amikor a templomot át is alakították és elnyeri a mai formáját. Ekkor készült el az oldalhajó, valamint az 1868-as javítás mintájára a portikusz, a főbejárat előtti rész. E munkát a Műemlékek Országos Bizottsága 80 000 korona költséggel támogatta. Ásatásokat is végeztek, és a templom alatti kriptában megtalálták II. Teleki Mihály kancellár és felesége Weér Judit földi maradványait, amelyeket a talált Árpád-kori maradványokkal együtt a sekrestyében levő, Bercsényi László Ignácnak készített koporsóba, szarkofágba helyezték el. Ugyancsak ekkor szerelték le a templom díszes, kékfestésű népies kazettáit is, felújítás céljából a mennyezetről. A templom tornyát 1795-1797 között építtette Teleki József és felesége Roth Johanna. A nagyharangot 1456-ban öntötték, a kisebbiket 1856-ban. A templom orgonája pedig 1854-ben készült el, készítője Binder Sámuel segesvári orgonaépítő. Az orgonát is az 1913-as évi javításkor helyezték át a szentélybe. A templom a II. világháború idején légnyomást kapott, s az okozott kárt teljesen csak az 1996-1997-es javítással lehetett helyrehozni.
A templom udvarán található református felekezeti iskola valószínűleg a XVII. század második felétől működik. Az épület homlokzatán A „néppel a népért" felirat állt, amelyet Teleki Domokos írattatott.

## Református lelkipásztorai
- Huszti Mátéfi Péter (1569-?),[5]
- Vásárhelyi György (1689 előtt)[5]
- Ercsei Zsigmond (1696)[5]
- Gidófalvi Péter (1706)[5]
- Dési Ferenc (1707–1716)[5]
- Unyami[?] István (1718 után)[5]
- Zabolai F. László (1728)[5]
- Zágoni Ferenc József (1730–1731)[5]
- Vajna Miklós (?-1736),
- Madocsa Pál (1736-1741),[6]
- Zabolai F. László (1742-1753),[5]
- Kibédi Péterfi Márton (1754-1783. október 5.),[5]
- Sófalvi János (1785-1807),[5]
- Tolvally Zsigmond (1808-1820),[5]
- Zabolai Kiss Sámuel (1821-1828),[5]
- Szentkirályi János (1829-1864),[5]
- Elekes Kálmán (1866-1886),
- Zabolai Csekme Ferenc(1887-1932),
- Nemes Árpád (1933-1945),
- Pálffy Károly (1945-1973),
- Domján László (1974-1979),
- Rákossy Károly (1979-1992),[6]
- Szabó András (1992-1997),[6]
- Fehér Dániel (1997-2004),
- Veress Róbert Gyula (2004- )